# Will Tremper
Will Tremper (19 de septiembre de 1928 – 14 de diciembre de 1998) fue un periodista y cineasta (guionista, director y productor) de nacionalidad alemana. Escribió doce guiones entre 1956 y 1988, y en sus tres primeras cintas fue protagonista el joven y entonces desconocido actor Horst Buchholz. Con solamente un puñado de películas, Tremper se afirmó rápidamente como la respuesta alemana a los directores de la Nouvelle Vague francesa. A lo largo de su carrera utilizó a menudo los seudónimos Quentin Philips y Petronius.

## Biografía
Nacido en Braubach, Alemania, sus padres eran el tabernero Heinrich Tremper y su esposa, Emilie Alberti. En 1943 estudiaba en el Gymnasium de Oberlahnstein, y en 1944 llegó a Berlín, con 16 años de edad, empezando a trabajar como fotógrafo. Sobrevivió ileso a la Segunda Guerra Mundial y, tras la misma, fue pianista en clubes de oficiales ingleses y franceses. 
Más adelante empezó a trabajar como reportero para un periódico recién establecido en Berlín, Der Tagesspiegel. En 1947 pasó varios meses en la Prisión de Plötzensee por proporcionar información falsa a la CIA. 
Luego fue fotógrafo de prensa y escritor fantasma (para Curt Riess), además de periodista. Escribió un gran número de «Tatsachenberichten» (relatos auténticos) en la revista Stern, sobre todo a partir de 1958, entre ellos «Deutschland deine Sternchen», acerca de la industria cinematográfica alemana, bajo el seudónimo de Petronius.
En los años 1950 empezó a escribir guiones. Su debut, Die Halbstarken, fue un gran éxito, y convirtió en estrella a Horst Buchholz, y sus siguientes cuatro cintas las financió él mismo. Con Die Endlose Nacht Tremper recibió el Bundesfilmpreis a la mejor producción del año.
Tras su último film como director, Wie kommt ein so reizendes Mädchen zu diesem Gewerbe?, el cual produjo Horst Wendlandt, Tremper escribió varias novelas, entre ellas el superventas de 1972 Das Tall Komplott. A menudo escribió para la agencia de medios de Josef von Ferenczy. Además, trabajó para periódicos y revistas alemanes, entre ellos Die Welt, Welt am Sonntag, Bunte, Stern, Quick y Jasmin, de la que fue redactor jefe desde 1968 a 1973. Su columna cinematográfica de periodicidad semanal en Welt am Sonntag se publicó desde 1980 a 1998. Fue muy polémico su artículo sobre la película La lista de Schindler, y que tituló «Indiana Jones en el gueto de Cracovia».
Will Tremper falleció en diciembre de 1998 en su domicilio en Munich, Alemania, a causa de un ataque al corazón. Le sobrevivieron su esposa y dos hijos.

## Filmografía
Como director y guionista
- 1961: Flucht nach Berlin (guion, dirección y producción)
- 1963: Die endlose Nacht (guion, dirección y producción)
- 1966: Sperrbezirk (guion y dirección)
- 1966: Playgirl (guion, dirección, producción)
- 1970: Wie kommt ein so reizendes Mädchen zu diesem Gewerbe? (dirección, guion)

Como guionista
- 1956: Die Halbstarken (narración y guion)
- 1957: Endstation Liebe (guion)
- 1958: Nasser Asphalt (guion)
- 1963: Verspätung in Marienborn (guion)
- 1964: Zimmer 13 (guion como Quentin Philips, a partir de una novela de Edgar Wallace)
- 1988: Rosinenbomber (guion)

Otras funciones
- 1965: Es (actor)
- 1966: Abschied (actor)
- 1990: Karin Baal und die Halbstarken

## Premios
- 1963: Preis der deutschen Filmkritik por Die Endlose Nacht
- 1963: Premio de plata del Deutscher Filmpreis por Die Endlose Nacht
- 1963: Bambi a la mejor película por Die Endlose Nacht
- 1964: Premio de oro del Deutscher Filmpreis por el guion de Verspätung in Marienborn
- 1963: Preis der deutschen Filmkritik por Die endlose Nacht